# Bóveda (Alava)
Pour les articles homonymes, voir Bóveda.
Bóveda est une commune ou une contrée appartenant à la municipalité de Valdegovía dans la province d'Alava, située dans la Communauté autonome basque en Espagne.